# Castello di Romagnese
Il Castello di Romagnese o castello Dal Verme è una fortificazione situata nel comune italiano di Romagnese, in provincia di Pavia. L'edificio si trova nell'Oltrepò Pavese, a 630 m s.l.m. nel centro del borgo situato nella val Tidone.

## Storia
Non si conosce la data di costruzione del castello. La struttura attuale fu eretta a scopo difensivo dai Dal Verme nel XIV secolo, si suppone abbia soppiantato le rovine di una casa fortificata dei monaci dell'abbazia di San Colombano di Bobbio, sotto la cui giurisdizione appartenne Romagnese fino al 1014. Nel 1383 il castello fu concesso da Gian Galeazzo Visconti al condottiero Jacopo Dal Verme come in riconoscimento delle imprese militari che determinarono l'espansione dei Visconti inell'Oltrepò, dopo aver avuto il castello dii Rocca d'Olgisio nel 1378 e la valle di Pecorara nel 1380.
Proprietà del comune, oggi ospita il municipio e, nella torre, un piccolo museo di Civiltà Contadina, che raccoglie attrezzi di epoche passate utilizzati nell'agricoltura di montagna.

## Struttura
Dell'antica rocca rimane soltanto un'ala superstite, il castello vermesco aveva probabilmente pianta a forma di U, oggi è costituito da un imponente edificio quadrilatero a base trapezoidale, realizzato in pietre squadrate. Con base speronata con cordonatura orizzontale sui lati sud e ovest, il torrione ha la merlatura originale guelfa ricoperta da un tetto, aggiunto nella seconda metà del XIX secolo. Sulla facciata orientale si apre un elegante portale in pietra arenaria di impostazione settecentesca, coronato da una balaustra.